# Curiofrea curiosa
Curiofrea curiosa – gatunek chrząszcza z rodziny kózkowatych i podrodziny zgrzypikowych. Jedyny przedstawiciel rodzaju Curiofrea.

## Zasięg występowania
Ameryka Południowa, występuje w Kolumbii.